# تیم ملی فوتبال سنت مارتین
تیم ملی فوتبال سنت مارتین نمایندهٔ کشور سن مارتن (فرانسه) در مسابقات بین‌المللی است که زیر نظر فدراسیون فوتبال سنت مارتین فعالیت می‌کند.
اولین بازی رسمی این تیم در تاریخ ۱ نوامبر ۱۹۹۴ میلادی در برابر تیم ملی فوتبال آنتیگوا و باربودا برگزار شده‌است.